# Alexandre II de Judea
Alexandre II de Judea fou el fill gran d'Aristòbul II de Judea. El 63 aC fou fet presoner junt amb el seu germà i el seu pare per Pompeu, a l'ocupació de Jerusalem, però es va poder escapar quan era portat a Roma.
La seva data de naixement és desconeguda, hom la situa el 100 o 80 aC, fill del rei de Judea, Aristòbul II. Va ser capturat amb el seu pare pels romans el 63 aC. El 57 aC va aparèixer a Judea i va reunir un petit exèrcit d'uns 10.000 homes i 1.500 cavallers, i es va fer fort a Alexandrion i altres llocs. Hircanus va demanar ajut al governador Gabinius que va enviar un exèrcit considerable. En un combat prop de Jerusalem Alexandre fou derrotat i es va refugiar a la fortalesa d'Alexandrion que fou assaltada pels romans, però amb la mediació de la seva mare se li va permetre de sortir a condició de rendir totes les fortaleses que encara controlava.
L'any següent (56 aC), durant l'expedició de Gabinius a Egipte, Alexandre va tornar a revoltar-se i va reunir un nou exèrcit; va massacrar a tots els romans que va trobar i va assetjar la resta a Mont Gerizim. Gabinius li va oferir la pau però la va rebutjar, i llavors els romans van passar a l'atac i el van derrotar a Mont Tabor, on van morir uns deu mil rebels jueus.
Encara el 53 aC, a la mort de Crassus, va tornar a revoltar-se, però va haver de pactar amb Cassius (52 aC). El 49 aC, en esclatar la guerra civil, Cèsar va alliberar a Aristòbul i el va enviar a Judea on defensaria els seus interessos, però Aristòbul fou enverinat pel camí, i Alexandre, que l'esperava per donar-li suport, fou capturat per forces de Pompeu i portat a Antioquia on suposadament va morir executat per ordres de Quint Cecili Metel Pius Escipió.